# Tropisternus sublaevis
Tropisternus sublaevis är en skalbaggsart som först beskrevs av Leconte 1855.  Tropisternus sublaevis ingår i släktet Tropisternus och familjen palpbaggar. Inga underarter finns listade i Catalogue of Life.